# Brayann Pereira
Brayann Leanceley Christva Pereira (Saint-Quentin, 21 mei 2003) is een Frans professioneel voetballer die bij voorkeur als rechtsback speelt. Hij verruilde medio 2023 AJ Auxerre  op huurbasis voor N.E.C. dat hem vervolgens in 2024 overnam.

## Clubcarrière

### AJ Auxerre
Pereira speelde in de jeugd voor Olympique Saint-Quentin en maakte in 2012 op negenjarige leeftijd de overstap naar de jeugdopleiding van RC Lens. Op zijn zestiende ondertekende hij zijn eerste profcontract. Hij speelde vooral in het tweede team maar ook tweemaal in het eerste elftal. In 2022 maakte hij transfervrij de overstap naar AJ Auxerre. Hij maakte op 7 augustus zijn debuut tegen OSC Lille en speelde ook tegen Olympique Lyon negentig minuten. Beide wedstrijden gingen echter verloren en daarna kwam hij tot de winterstop niet meer in actie voor Auxerre.
In de winterstop werd hij voor een half jaar verhuurd aan Bourg-en-Bresse Péronnas 01, dat uitkwam in de Championnat National, het derde niveau van Frankrijk. Hij speelde daar zeven wedstrijden, maar zijn ploeg werd veertiende en daarmee was het de 'beste' van liefst vijf ploegen die rechtstreeks degradeerden. Daarop keerde hij terug bij AJ Auxerre.

### N.E.C.
In de zomer van 2023 werd Pereira nogmaals verhuurd, ditmaal aan N.E.C. Dat zocht een stand-in voor vaste rechtsback Bart van Rooij, zeker na het transfervrije vertrek van Ilias Bronkhorst en Terry Lartey-Sanniez. Hij nam rugnummer 2 over van eerstgenoemde en maakte op 14 augustus zijn debuut voor N.E.C. tegen SBV Excelsior (3-4 nederlaag). Als rechtsbuiten welteverstaan, omdat invaller Elayis Tavşan zelf ook gewisseld moest worden door een blessure. In speelronde 3 speelde hij door een blessure van Van Rooij voor het eerst in de basis bij N.E.C., dat met 3-0 won van RKC Waalwijk. Hij miste echter het grootste deel van de eerste seizoenshelft wegens een blessure. In de winterstop raakte hij in een oefenduel opnieuw geblesseerd. Op 21 maart lichtte N.E.C. de optie tot koop in het contract van Pereira, waarna hij een contract tot de zomer van 2027 tekende. Op 21 april viel Pereira in tijdens de met 0-1 verloren bekerfinale tegen Feyenoord. 
Op 9 maart 2025 scoorde Pereira in de met 2-3 verloren wedstrijd tegen Go Ahead Eagles zijn eerste doelpunt voor N.E.C. én in het profvoetbal. Op 11 mei scoorde Pereira zijn tweede goal van het seizoen in een 0-3 overwinning in de Johan Cruijff ArenA tegen koploper Ajax, die door de nederlaag een flinke knauw kreeg in strijd om de titel.  

## Clubstatistieken

### Beloften
| Seizoen         | Club            | Competitie      | Competitie | Competitie |
| Seizoen         | Club            | Competitie      | Wed.       | Dlp.       |
| --------------- | --------------- | --------------- | ---------- | ---------- |
| 2020/21         | RC Lens II      | National 2      | 6          | 0          |
| 2021/22         | RC Lens II      | National 2      | 14         | 0          |
| 2022/23         | AJ Auxerre II   | National 2      | 2          | 0          |
| Beloften totaal | Beloften totaal | Beloften totaal | 22         | 0          |

### Senioren
| Seizoen                         | Club              | Competitie      | Competitie | Competitie | Beker | Beker | Overig | Overig | Totaal | Totaal |
| Seizoen                         | Club              | Competitie      | Wed.       | Dlp.       | Wed.  | Dlp.  | Wed.   | Dlp.   | Wed.   | Dlp.   |
| ------------------------------- | ----------------- | --------------- | ---------- | ---------- | ----- | ----- | ------ | ------ | ------ | ------ |
| 2021/22                         | RC Lens           | Ligue 1         | 2          | 0          | 0     | 0     | –      | –      | 2      | 0      |
| 2022/23                         | AJ Auxerre        | Ligue 1         | 2          | 0          | 0     | 0     | –      | –      | 2      | 0      |
| 2022/23                         | → Bourg-en-Bresse | National        | 7          | 0          | 0     | 0     | –      | –      | 7      | 0      |
| 2023/24                         | → N.E.C.          | Eredivisie      | 15         | 0          | 1     | 0     | 1      | 0      | 17     | 0      |
| 2024/25                         | N.E.C.            | Eredivisie      | 31         | 3          | 2     | 0     | 1      | 0      | 34     | 3      |
| 2025/26                         | N.E.C.            | Eredivisie      | 2          | 0          | 0     | 0     | 0      | 0      | 2      | 0      |
| Senioren totaal                 | Senioren totaal   | Senioren totaal | 59         | 3          | 3     | 0     | 2      | 0      | 64     | 3      |
| Totaal                          | Totaal            | Totaal          | 81         | 3          | 3     | 0     | 2      | 0      | 86     | 3      |
| Bijgewerkt op 20 augustus 2025. |                   |                 |            |            |       |       |        |        |        |        |

## Internationaal
Pereira is Frans jeugdinternational. Hij kwam uit de voor de elftallen van Frankrijk onder 16, onder 17, onder 19 en onder 20. Hij nam deel aan het Europees kampioenschap voetbal mannen onder 17 - 2019, het Europees kampioenschap voetbal mannen onder 19 - 2022 en het Wereldkampioenschap voetbal onder 20 - 2023.